# Köping
Köping (nel medioevo nota anche con il suo nome latino Copinga) è una città della Svezia capoluogo dell'omonimo comune, conta 17.358 abitanti e si trova nella contea di Västmanland.

## Storia
Il nome della città in svedese significa il luogo del mercante e le prime tracce della sua esistenza risalgono al XIII secolo quando, probabilmente priva di un nome ufficialmente riconosciuto, le fu dato quello attuale in quanto la città era ricca di commercianti, favorita dalla sua posizione centrale.
La città, insieme a tutta la parte centro-meridionale della Svezia, si convertì al Cristianesimo intorno all'undicesimo secolo ed i resti della Chiesa di Köping, costruita intorno al 1300 sono giunti sino a noi.
Il riconoscimento ufficiale dello status di città (stad) per Decreto Reale le fu riconosciuto il 19 gennaio 1474.
Il XVII secolo vide fiorire nella città l'industria dell'estrazione del ferro che da qui veniva esportato in molti altri paesi. Nel XIX secolo Köping si afferma come una città industriale, con un'importante industria meccanica ed un porto molto trafficato. Nel 1889 un grande incendio distrusse gran parte della città che fu poi ricostruita, sotto la supervisione dell'architetto Theodor Dahl, in pietra.
Il XX secolo ha visto insediarsi presso Köping svariate aziende: la Volvo vi costruì un grosso impianto nel 1920 e la Hästens (produttore di letti) nel 1924.

## Galleria d'immagini

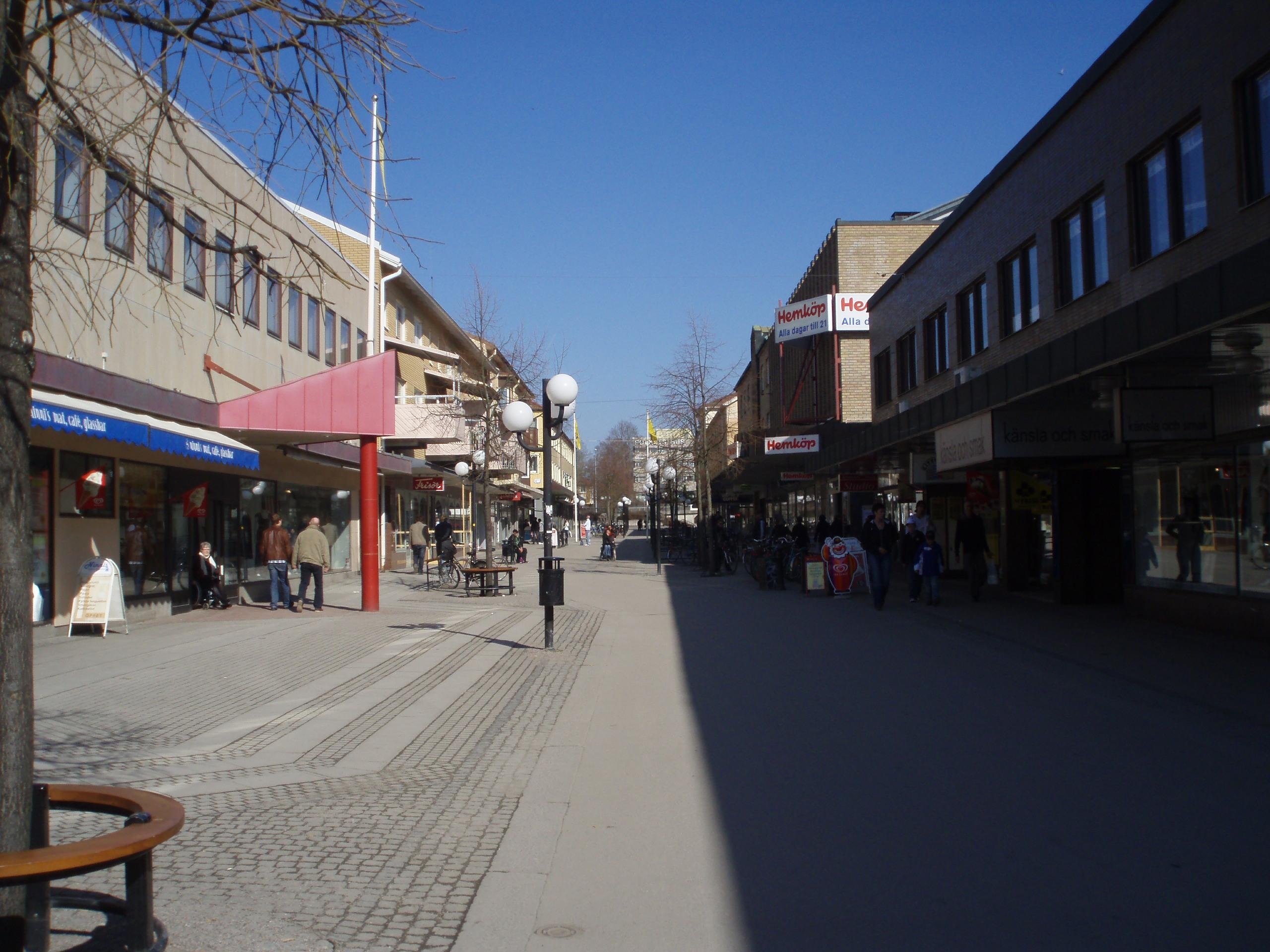
Una via della città
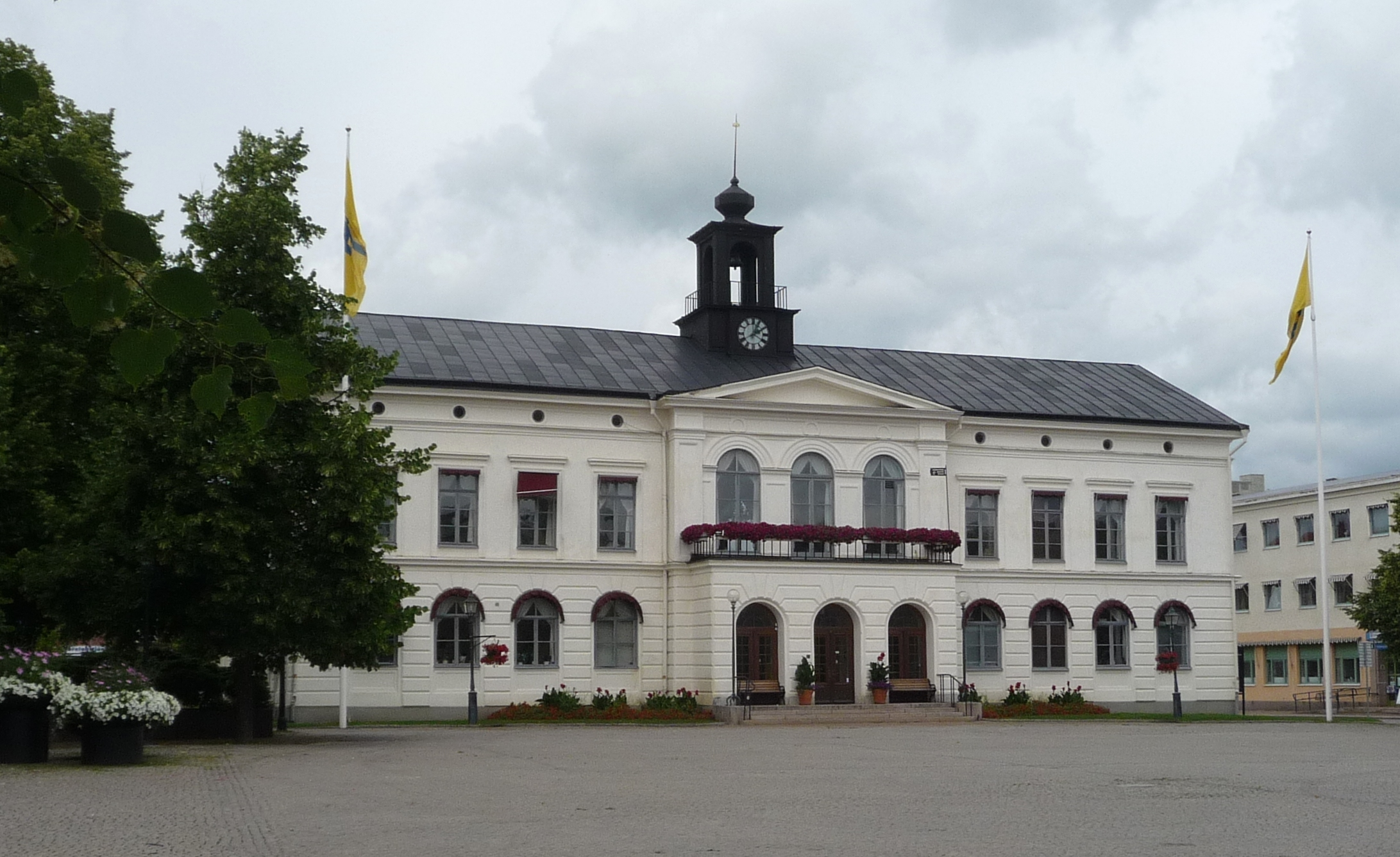
il Rådhuset (municipio)
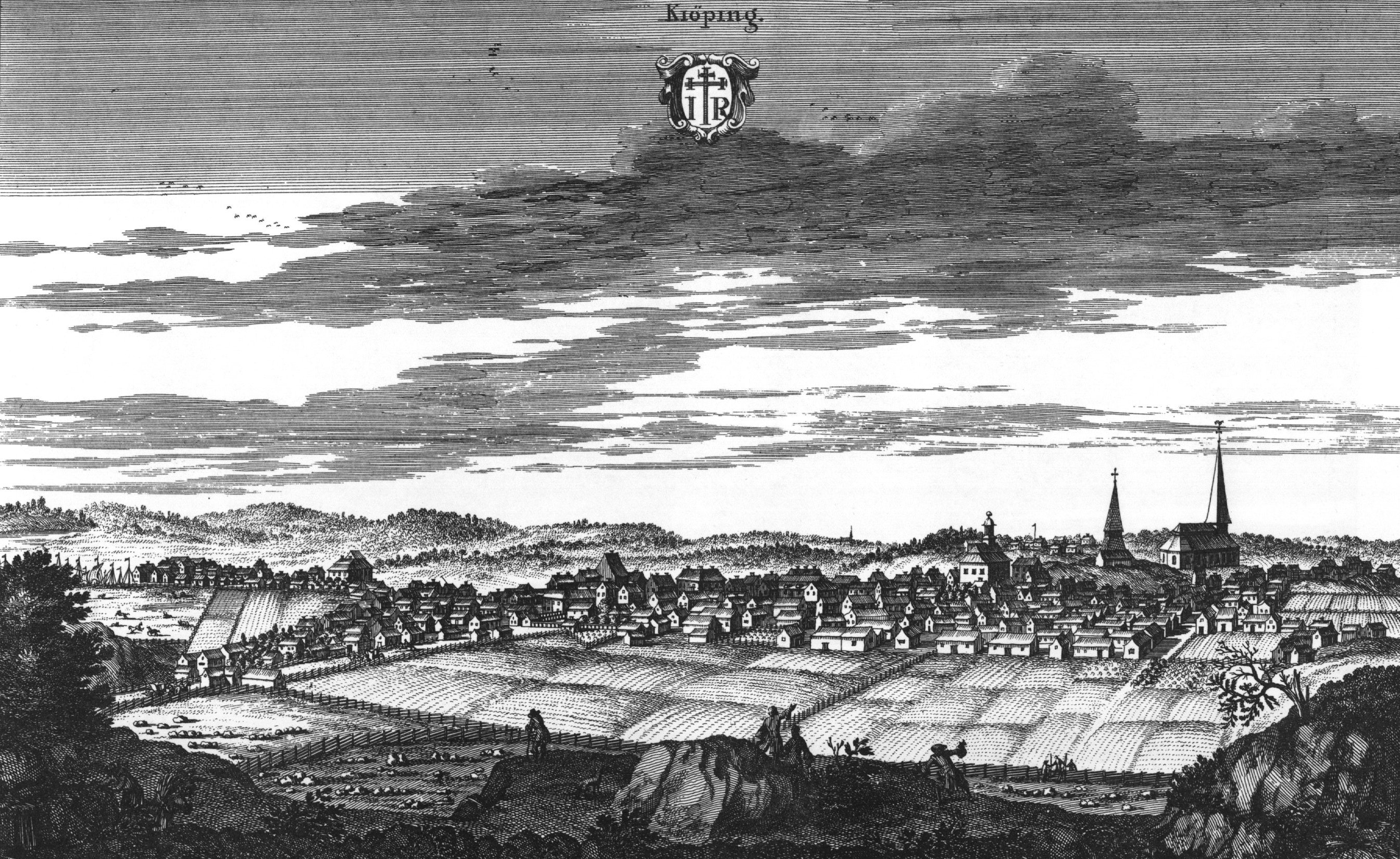
la città di Köping nel 1700